# タンユエン県 (Than Uyên)
タンユエン県（タンユエンけん、ベトナム語：Huyện Than Uyên / 縣申淵?）は、ベトナムライチャウ省の県である。漢字表記は申淵または灘淵。

## 歴史
2008年10月30日に当県の南半分がタンユエン県（新淵県）として分離された。

## 行政区画
以下の1市鎮11社を管轄する。
- タンユエン市鎮（Than Uyên / 申淵）
- フアナ社（Hua Nà / 花那）
- コエンオン社（Khoen On / 圈溫）
- ムオンカン社（Mường Cang / 芒亢）
- ムオンキム社（Mường Kim / 芒金）
- ムオンミット社（Mường Mít / 芒蔑）
- ムオンタン社（Mường Than / 芒申）
- ファームー社（Pha Mu / 坡模）
- フックタン社（Phúc Than / 福灘）
- タザー社（Ta Gia / 些嘉）
- タフア社（Tà Hừa / 斜花）
- タムン社（Tà Mung / 斜蒙）